# ノンデリバラブル・フォワード
ノンデリバラブル・フォワード（英: non-deliverable forward, NDF）とは、先渡取引（forward）または先物取引（futures）のうち、実物や実際の外貨の受渡しを行うのではなく、両当事者が取引時に決定したNDF価格と決済期日における実勢直物価格の差額を想定元本に乗じた額を米ドルなどで差金決済するもの。外国為替や商品をはじめとするさまざまな市場で用いられている。
以後、主に通貨のNDFについて記述する。

## 市場
通貨のNDFについて取引所は開設されておらず、店頭市場で取引される。NDFは1990年代に取引が活発になった。資本規制を実施している新興国の通貨は、オフショアで調達することができないため、普通の先渡取引を行うことができず、そのためNDF市場が発達した。ほとんどのNDFの差金決済は米ドルで行われる。
もっとも活発な銀行は1か月物から1年物までのNDF価格を提示しており、一部行は求めに応じて2年物価格も提示する。一般的な1か月・2か月・3か月物のほかに、特異な日付を期日とするNDFも提供される。NDFの価格は通常、参照通貨と米ドルとの間のレート（例: KRW/USD）について提示される。

## 仕組みおよび条件
NDFとは2当事者間で行われる、金銭により決済される短期の通貨先渡取引である。決済日には約定NDFレートと当日の実勢直物為替レートの差額に応じて両当事者の間の損益が決まり、決済が行われる。
NDFの主な条件は以下の通り:
- 想定元本: これが両当事者間で合意される「額面価格」である。重要なのは、実際に想定元本額の両通貨を交換する意図は全くないことである。
- レート決定日: NDFレートと直物レートの差額が決定される日時。
- 受渡日: 差額の受渡しが行われる日。通貨により、レート決定日の翌営業日または2営業日後となる。
- 契約NDFレート: 両当事者が契約時に合意したレートであり、実質的には先物為替レートに相当する。
- 実勢直物レート: レート決定日における直物レートの決定は、ロイターまたはテレレートの参照ページに基づいて行われ、これらからレートが取得できない場合には参照通貨市場の代表的な4社から得たレートを元に決定される。

NDFでは差金決済が行われるため、想定元本を実際に受渡しすることは絶対にない。受け渡されるキャッシュフローは、NDFレートと実勢為替レートの差額のみである。
よってNDFは「非現金」商品であり、貸借対照表には反映されず、元本の受渡しがないのでカウンターパーティリスクが小さい。NDFは短期取引であり、両当事者は契約を履行しなければならないが、実勢為替レートで再度取引を行うことにより受渡しを打ち消すことができる。

## プライシングと価値評価
投資家が想定元本Nの参照通貨（新興国通貨など）を契約NDFレートFで買うとすると、レート表示通貨（米ドルなど）をNF単位支払うことになる。レート決定日において、投資家は理論的には想定元本Nを実勢直物レートSで売ることができ、レート表示通貨NSを手にすることができる。よってこの取引の利益{\displaystyle \pi }を参照通貨で表示したものは次の式で与えられる。
{\displaystyle \pi ={\frac {NS-NF}{S}}=N(1-{\frac {F}{S}})}

## NDF通貨
アジア、東欧、中南米などのマイナーカレンシーの通貨は、為替レートの変動を抑えるため先渡取引が制限されており、これらの通貨についてはNDFが普及している。
主なNDF通貨は下記のとおり。
- ルピー - インド
- 人民元 - 中国
- 台湾ドル - 台湾
- レアル - ブラジル
- ウォン - 韓国
- ドン - ベトナム